# VIA Rail
VIA Rail Canada (popularmente chamada de VIA Rail ou VIA) é uma corporação pública controlada pelo governo do Canadá. A empresa é responsável por administrar a maior parte do transporte ferroviário interurbano de passageiros no país.
A VIA Rail opera trens em oito províncias canadenses - todas com exceção da Terra Nova e Labrador e a Ilha do Príncipe Eduardo. numa rede que compreende 12 500 km de trilhos. Anualmente são transportados 4,1 milhões de passageiros, a maioria dos quais no corredor Quebec City - Windsor.